# Dean Cox
Dean Arthur Edward Cox (Haywards Heath, 12 augustus 1987) is een Engels voetballer. Hij verruilde in juli 2010 Brighton & Hove Albion voor Leyton Orient.
Cox' carrière begon bij Brighton & Hove Albion, waar hij in zijn eerste seizoen verhuurd werd aan Eastbourne Borough. Na zijn uitleenbeurt bij The Sports wist hij een basisplaats te verkrijgen bij Brighton & Hove Albion. Na uiteindelijk 146 wedstrijden voor de club uit Brighton & Hove te hebben gespeeld, vertrok hij in 2010 naar het Londense Leyton Orient.